# 湖南省银行
湖南省银行是湖南省政府从1929年1月到1949年8月开设的官办商业银行。

## 历史
1896年至1921年，湖南省先后出现过的省级官办银行机构有：
- 1896年湖南巡抚陈宝箴委托朱昌琳、朱恩绂父子开办的阜南钱号官局
- 1901年湖南巡抚俞廉三开办的湖南官钱局
- 1912年湖南都督谭延闿、汤芗铭等将“湖南官钱局”改组为湖南银行。1918年3月北洋军进攻长沙。驻防桂军将领谭浩明勒提湖南银行巨款南逃，散兵游勇也乘机入行抢劫，导致湖南银行倒闭。
- 湖南督军张敬尧开办的裕湘银行
- 谭延闿败退到湘南后设立的湖南银行新币经理处，1921年8月关闭

1927年1月湖南省政府主席唐生智在省政府会议上决定设立湖南省银行。1月19日，省政府公布《湖南银行派募股款章程》，决定即将设立的省立银行采取股份有限公司之组织形式，由省政府与地方人民集资合办，并委托代办金库业务。银行总资本为1000万元，计分20万股。2月13日，成立湖南省银行筹备委员会。1927年5月长沙发生“马日事变”，许克祥、王东原等部队反共清洗，湖南省银行筹备委员会成员中有谢觉哉、郭亮等著名共产党人，筹办工作被迫停止。1927年8月，蒋唐战争暴发，唐生智脆败。1928年5月拥蒋的鲁涤平出任湖南省政府主席。1928年7月，鲁涤平召开省政府委员会，提议将湖南省金库改为湖南省立银行。10月，省府议决设立湖南省银行。1929年1月15日， 湖南省银行在长沙藩后街湖南省金库总库原址开业，原省金库主任赵恒任行长 （仍兼省金库主任），由省金库拨款100万银元作为资本先行营业。1929年4月，南京国民政府任命何键为湖南省主席，开始主政湖南九年。1930年，省银行呈请省政府主席何键增拨资本50万银元，这样湖南省银行资本增至150万银元。
1949年8月19日中国人民解放军长沙市军事管制委员会对该行总行接管，各分支行处由当地军管会或人民政府接管。 解放军接管时还有4.56万元辅币券未收回，中国人民银行湖南省分行按2000元旧人民币兑换银元辅币券1元的牌价收兑。至9月7日 按公告规定收兑结束，共收兑1.5万元，还有3.06万元未兑换。

## 湘钞
湖南省银行发行的最大面额钞票（兑换券）是10元。大量发行1元券及1角、2角、5角券。
第一次是1930年由长沙湘鄂印刷公司印刷的辅币银元票，横式，正面为该行办公大楼图案，有壹角、贰角和伍角。
第二次在1936年向湘鄂印刷公司和洞庭印刷公司定印铜元券、角券。
第三次是1937年向商务印书馆定印分券、角券。面额为二分、三分、五分、一角、二角。1939年加印一元券。
第四次1940年10月向大东书局定印辅币券、主币券。
1949年发行银元券一角、二角、五角三种。